# Pagodaskogen vid Shaolin

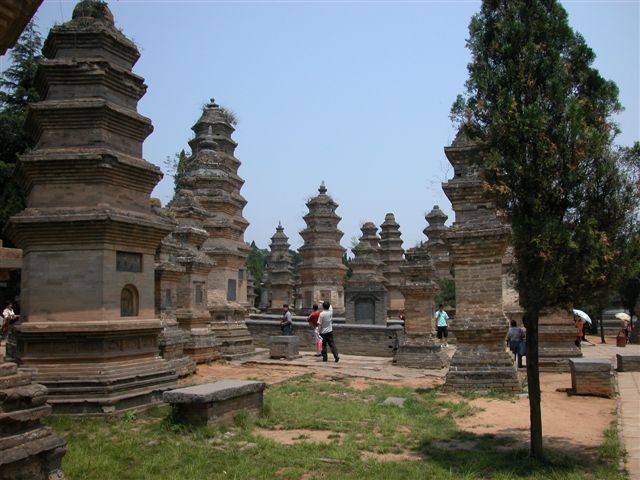
Pagodaskogen.

Pagodaskoget vid Shaolin refererar till de 228 sten- eller tegelpagoderna som uppförts från år 791 under Tangdynastin, Songdynastin, Yuandynastin, Mingdynastin samt Qingdynastin. Pagodernas våningsantal måste vara ett udda antal (från 1 till 7) och baseras på de färdigheter den Buddhistmästare de byggdes för upphått. Eran som pagoderna byggdes under påverkar formen (rund eller kvadratisk) och antalet sidor (4 eller 6). Pagodaskogen vid Shaolintemplet ligger vid foten av Shaoshishan och är en av de största pagodaskogarna i Kina. Den fick benämningen nationell scenisk plats 1996.